# لويس أرماندو مونتويا نافارو
لويس أرماندو مونتويا نافارو (بالإسبانية: Luis Armando Montoya Navarro)‏ هو لاعب كرة الريشة مكسيكي، ولد في 8 ديسمبر 2000.

## وصلات خارجية
- لويس أرماندو مونتويا نافارو على موقع BWF.tournamentsoftware.com (الإنجليزية)
- لويس أرماندو مونتويا نافارو على موقع BWFbadminton.com (الإنجليزية)